# Ninja Storm Power Rangers
De Ninja Storm Power Rangers zijn fictieve personages en superhelden uit het Power Rangers universum. Ze waren de hoofdpersonen uit de serie Power Rangers: Ninja Storm, en hadden een gastoptreden in Power Rangers: Dino Thunder. Ze zijn de 11e generatie van Rangers.
Dit Rangerteam bestond eigenlijk uit twee losse teams: de Wind Rangers van de Wind Ninja Academy en de Thunder Rangers van de Thunder Ninja Academy. Ten slotte was er nog een individuele ranger: de Samurai Ranger.

## Wind Rangers
De Wind Rangers zijn de laatste drie studenten van de Wind Ninja Academie. Ze overleefden als enige de aanval van Lothor op hun school omdat ze niet aanwezig waren op het moment van de aanval.

### Shane Clarke
Shane Clarke (Pua Magasiva) is de Rode Wind Ranger, en leider van het team. Hij is een ervaren skateboarder, en zijn liefde voor vliegen keert terug in zijn vechtstijl. Hij heeft ook een broer genaamd Porter, die een succesvolle zakenman is. Verder van Shanes enige bekende angst arachnofobie. In het begin had Shane ook moeite met het samenwerken in een team, dit verdween al snel.
Toen Shane nog een kind was redde hij een keer een buitenaardse vrouw van een premiejager. Deze alien keerde tijdens de serie terug naar de Aarde om Shane als dank zijn Batlizer te geven.
Als resultaat van zijn ninjatraining beschikt Shane over verschillende bovenmenselijke krachten, ook buiten zijn Rangervorm om. Hij heeft bovenmenselijke snelheid en kan sneller bewegen dan het oog kan zien. Verder kan hij zeer hoog springen, zichzelf ondetecteerbaar maken voor normale mensen en mentale aanvallen of manipulaties weerstaan.
Vanwege zijn liefde voor vliegen is Shanes ninjakracht verbonden met de lucht. Hij kan dit element beheersen voor verschillende aanvallen. Hij kan zelfs op lucht lopen als ware het vaste grond.
Na afloop van de serie werd Shane een instructeur op de Wind Ninja academie.

### Tori Hanson
Tori Hanson (Sally Martin) is de Blauwe Wind Ranger. Daarmee is ze de eerste vrouwelijke blauwe Ranger. Ze is tevens het enige vrouwelijke teamlid van de Ninja Storm rangers.
Tori is het logische en gevoelige lid van het team. Ze kan zeer makkelijk geïrriteerd raken door het kinderlijke gedrag van haar mannelijke collega’s. Ze heeft een talent om zichzelf zonder te vechten uit situaties te redden, en hoe ze conflicten kan oplossen zonder meer geweld te gebruiken. Tori heeft een band met het element water. Ze houdt van surfen en gebruikt op water gebaseerde vechttechnieken. Ze had tijdens de serie ook een oogje op Blade Bradley, de Navy Thunder ranger.
Als gevolg van haar ninjatraining heeft Tori bovenmenselijke snelheid, springvermogen en weerstand tegen mentale aanvallen.
Haar unieke ninjavaardigheden zijn allemaal gebaseerd op water. Ze kan over water lopen als ware het vaste grond, grote stromen water oproepen als offensief wapen en water manipuleren voor verschillende effecten.
Na de serie werd Tori een leraar op de Wind Ninja Academie.
In de aflevering Once a Ranger werd Tori samen met vier andere oude rangers gerekruteerd door de Sentinal Knight om de juwelen van de Corona Aurora te beschermen, daar de Operation Overdrive Power Rangers hun krachten hadden verloren.

### Dustin Brooks
Waldo "Dustin" Brooks (Glenn McMillan) is de Gele Wind Ranger, met de macht over het element aarde. Hij is de tweede mannelijke gele Ranger, maar de eerste die echt een grote rol heeft (de vorige was Tideus van de Aquitian Rangers).
Dustin is de “stripboekfanaat” van de Wind Rangers, en was een grote fan van vorige Rangerteams. Hij is naïef en snel te verleiden. Hij heeft een band met het element aarde en is een ervaren motorcoureur. Hij werkt in een motorwinkel. Verder is het bekend dat Dustin en Shane als vrienden zijn sinds hun kindertijd.
Net als zijn mederangers beschikt Dustin over bovenmenselijke snelheid, springvermogen en weerstand tegen mentale aanvallen. Verder kan hij ondergronds vechten en zich opsplitsen in twee vechters.
Na afloop van de serie werd hij een leraar op de Wind Ninja Academie.

## Thunder Rangers
De twee Rangers van de Thunder Ninja Academy, een rival van de Wind Ninja Academie. Ze werden door hun sensei uitgekozen als Rangers toen Lothor hun academie aanviel, maar werden gevangen voordat ze iets konden doen. Lothor zette ze op tegen de Wind Rangers, maar later keerden ze zich tegen hem.
De Thunder rangers zijn broers van elkaar. Beide kennen de ninjatechnieken van lopen op water, Thunder Strike en een luchtaanval.

### Hunter Bradley
Hunter Bradley (Adam Tuominen) is de Crimson Thunder Ranger. Zijn kostuum heeft een donkerrode kleur.
Hunter is de broer van Blake. Hun ouders waren ook ninja’s, en de twee werden opgevoed op de Thunder Ninja Academie. Beide werkten in dezelfde motorwinkel als Dustin. Hunter heeft een ietwat duistere persoonlijkheid en leert in het verloop van de serie het belang van vriendschap en teamwerk. Na afloop van de serie werd hij een leraar op de Thunder Ninja Academie.
Hunter is de enige ranger wiens stem verandert wanneer hij onder kwade invloed is. Wat het gevolg hiervan is, is niet bekend.

### Blake Bradley
Blake Bradley (Jorgito Vargas, Jr.) is de Navy Thunder Ranger. Zijn kostuum is donkerblauw.
Hij is de jongere broer van Hunter. Hij en Blake werden na de dood van hun ouders opgevoed op de Thunder Ninja Academie. In het begin vochten hij en Blake tegen de Wind Rangers omdat ze dachten dat hun sensei hun ouders had gedood.
Blake is een ervaren motorcoureur en een van de beste in stokgevechten. Hij kon zowel Tori als Dustin tegelijk aan. Qua persoonlijkheid is Blake vriendelijk, charmant en heeft een oogje op Tori.

## Cameron Watanabe
Cameron "Cam" Watanabe (Jason Chan) is de zoon van Sensei Kanoi Watanabe, neef van Lothor en neeft van Marah en Kapri. Ondanks dat hij de Seinseis zoon is heeft hij nooit ninja training gehad (wat hem zeer irriteerde). Zijn rol was in het begin van de serie dan ook beperkt tot technisch adviseur van het team. Hij hield de high-tech ondergrondse Dojo waar de Rangers zich schuilhielden draaiende.
In de loop van de serie maakte hij o.a. de power spheres, zords en wapens voor de Rangers. Desondanks was hij nog altijd ontevreden over het feit dat zijn vader bleef weigeren hem tot ninja op te leiden.
Toen de Rangers tijdelijk hun kracht verloren door een monster van Lothor, onthulde de sensei dat hij Cams moeder had beloofd Cam nooit een ninja te laten worden. Wel maakte hij bekend dat er andere krachten waren die Cam kon gebruiken. Op zijn vaders advies gebruikte Cam de boekrol der tijd om terug te reizen naar het verleden, toen zijn ouders zelf nog studenten waren op de Wind Ninja Academie.
In het verleden ontdekte Cam de waarheid over Lothor: hij was in werkelijkheid Kiya, Cams oom. Tijdens een demonstratiewedstrijd werd Cams vader verslagen door een mysterieuze samurai, die later Cams moeder Miko bleek te zijn. Ze was de eerste vrouwelijke student op de academie.
Cam vocht met Kiya om het groene samurai amulet dat Miko bezat. Hij versloeg Kiya, die daarna werd verbannen. Daarna kreeg Cam van Miko het amulet. Hiermee keerde hij terug naar het heden, en werd de Groene Samurai Ranger. Als Groen Samurai Ranger kan Cam ook veranderen in een minder gepantserde, maar snellere vorm genaamd Super Samurai Mode
Om zijn oude taken over te nemen maakte Cam een virtuele dubbelganger van zichzelf: “Cyber Cam”.
In de finale van de serie stal Lothor Cams amulet, en daarmee zijn krachten. Na afloop werd Cam weer een adviseur op de academie.